# Opteron

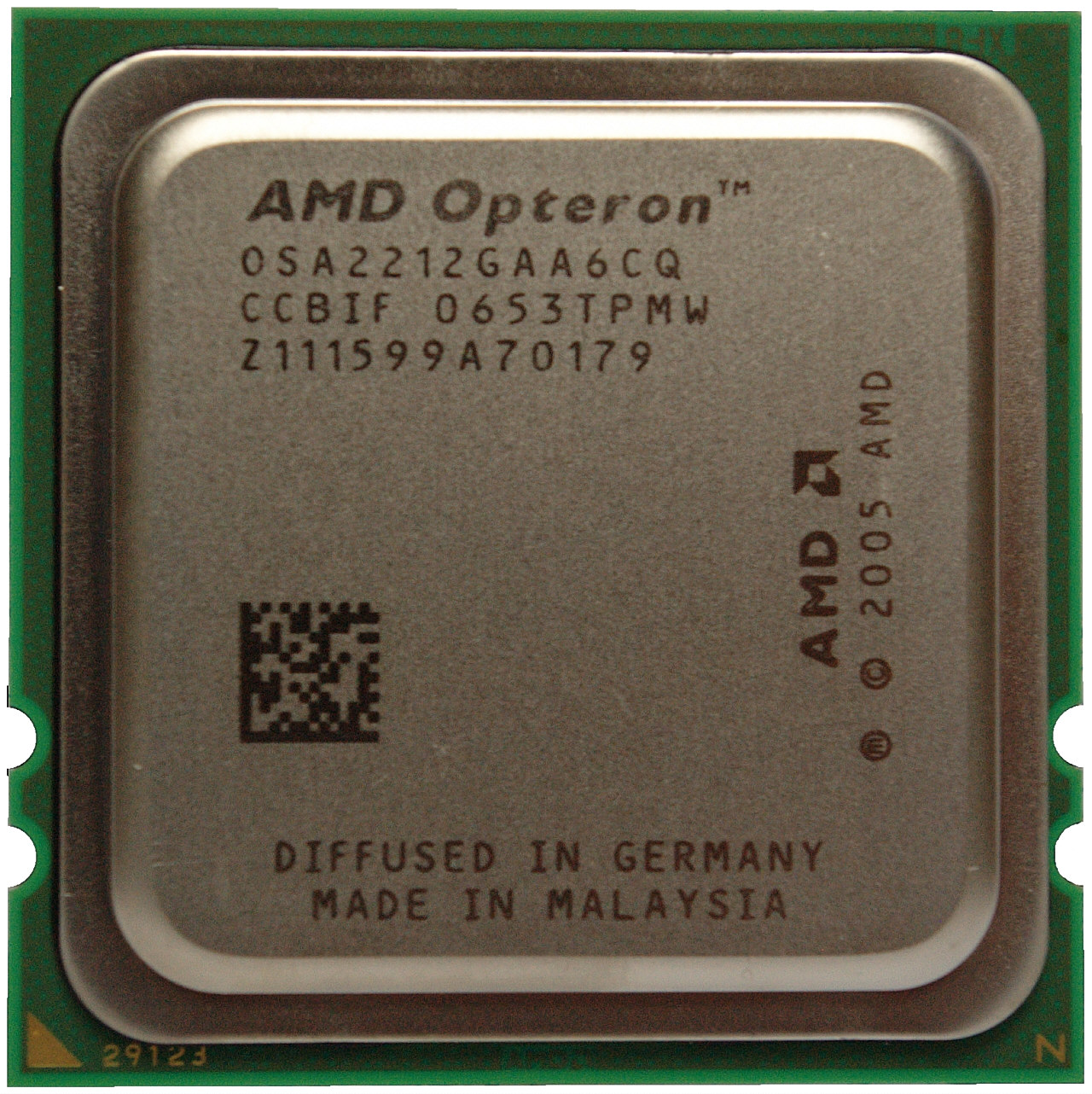
AMD Opteron 2212 Processor, Dual Core 2GHz, Socket F

Opteron — первый микропроцессор фирмы AMD, основанный на 64-битной технологии AMD64 (также называемой x86-64). AMD создала этот процессор в основном для применения на рынке серверов, поэтому существуют варианты Opteron для использования в системах с 1-8 процессорами.
В июне 2004 года в Top500 суперкомпьютеров десятое место занял Dawning 4000A — китайский суперкомпьютер, построенный на процессорах Opteron. В ноябре 2005 он опустился на 42 место, в связи с появлением более производительных конкурентов. Тогда в ноябрьском Top500 10% суперкомпьютеров были построены на базе процессоров AMD64 Opteron. Для сравнения, на базе процессоров Intel EM64T Xeon были построены 16,2% суперкомпьютеров.

## Техническое описание

### Ключевые особенности
Двумя важными технологиями, воплощёнными в процессоре Opteron, являются:
1. Прямая (без эмуляции) поддержка 32-битных x86 приложений без потери скорости
2. Прямая (без эмуляции) поддержка 64-битных x86-64 приложений (линейная адресация более 4 ГБ ОЗУ)

Первая технология примечательна тем, что во время анонса процессора Opteron единственным 64-битным процессором с заявленной поддержкой 32-битных x86 приложений был Intel Itanium (эмуляция 32-битного кода с использованием декодера  Архивная копия от 5 июля 2012 на Wayback Machine). Но при выполнении 32-битных приложений у Itanium наблюдалась критическая потеря скорости.
Вторая технология сама по себе не так примечательна, так как основные производители RISC процессоров (SPARC, DEC, HP, IBM, MIPS и другие) имели 64-битные решения уже много лет. Но совмещение в одном продукте этих 2-х свойств, напротив, принесло Opteron признание, так как он предлагал доступное и экономичное решение для запуска существующих x86-приложений с последующим переходом на более перспективные 64-битные вычисления.
Процессоры Opteron имеют интегрированный контроллер памяти DDR SDRAM. Это позволило существенно уменьшить задержки при обращении к памяти и исключить необходимость в отдельном чипе северного моста на материнской плате.

### Многопроцессорные свойства
В многопроцессорных системах (более одного процессора Opteron на одну материнскую плату), ЦП взаимодействуют между собой с использованием архитектуры Direct Connect Architecture посредством высокоскоростной шины Hyper-Transport. Каждый процессор может получить доступ к памяти другого процессора прозрачно для программиста. В отличие от обычной симметричной мультипроцессорности, в Opteron-ах используется технология NUMA (Non-Uniform Memory Access), когда вместо выделения одного банка памяти для всех ЦП, каждый процессор имеет «свою» память. Процессоры Opteron напрямую поддерживают 8-ми процессорные конфигурации, обычно применяемые в серверах среднего уровня. Более мощные серверы используют дополнительные дорогостоящие чипы маршрутизации для поддержки более 8 ЦП на плату.
Во многих компьютерных тестах, архитектура Opteron демонстрирует лучшую масштабируемость многопроцессорных систем чем Intel Xeon. В системах на базе Xeon суммарная вычислительная мощность часто меньше, чем сумма производительностей отдельных ЦП. К примеру, система на базе Xeon может выполнять одновременно две параллельные задачи с производительностью 90 %, или четыре параллельные задачи с производительностью 80 %. Системы на базе Opteron значительно меньше подвержены этому эффекту, оправдывая выбор AMD в пользу применённого архитектурного решения. В дополнение, Opteron имеет интегрированный в процессор контроллер памяти, который позволяет обращаться каждому ЦП к своей памяти без использования шины HyperTransport. При необходимости обратиться к памяти другого процессора или при межпроцессорных взаимодействиях задействованными оказываются только инициатор и его контрагент, что сводит использование шины к минимуму. В многопроцессорных системах на базе Xeon напротив используется одна общая шина для обмена данными процессор-процессор и процессор-память. При возрастании количества процессоров, использующихся в одной системе на базе Xeon, увеличивается нагрузка на эту общую шину от конкурирующих запросов от разных процессоров. Это приводит к падению эффективности системы в целом.

### Многоядерные процессоры Opteron
В мае 2005 года AMD представила первый «многоядерный» процессор Opteron. В настоящее время термин «многоядерный» компания AMD использует для обозначения «двухъядерных» процессоров; в каждом процессоре Opteron размещено 2 отдельных процессорных ядра. Это фактически удваивает вычислительную мощность доступную каждому процессорному разъёму на материнских платах, поддерживающих эти процессоры. Один процессорный разъём может теперь обеспечивать производительность двух процессоров, два процессорных разъёма — четырёх и так далее. Стоимость материнских плат весьма существенно увеличивается с увеличением количества установленных на них процессорных разъёмов, поэтому новые многоядерные процессоры теперь позволяют строить на базе относительно дешёвых материнских плат с меньшим количеством разъёмов высокопроизводительные системы, недоступные ранее.
Система нумерации моделей процессоров, используемая AMD, немного изменена в свете выхода нового многоядерного модельного ряда. Во время официального релиза AMD представила самый быстрый многоядерный Opteron, модель 875 с двумя ядрами, работающими на частоте 2,2 ГГц. Самым быстрым одноядерным процессором Opteron на тот момент являлся «модель 252», работающий на частоте 2,6 ГГц. Для многопоточных приложений модель 875 демонстрирует более высокую производительность чем модель 252, но в однопоточных приложениях модель 252 опережает по производительности модель 875.
В сентябре 2007 года были представлены четырёхъядерные модели Opteron на ядре Barcelona. Но из-за ошибки в ревизии B2 (BA) их поставки были приостановлены. В апреле 2008 года с анонсом новых моделей ревизии B3 поставки были возобновлены.

### Socket 939 и AM2
AMD так же представила Opteron-ы с разъёмом Socket 939, для снижения стоимости материнских плат в низкобюджетных серверах и рабочих станциях. Opteron-ы для Socket 939 идентичны процессорам Athlon 64 с ядром San Diego, при этом они работают на гораздо более низких тактовых частотах, чем максимально возможные для них, обеспечивая чрезвычайно надёжную работу. Поскольку такая схема с пониженной частотой процессора означает очень большие возможности для разгона, эти процессоры пользуются большим спросом среди энтузиастов. С переходом настольных процессоров на Socket AM2 процессоры серии Opteron 1yyy так же перешли на него.

### Socket AM2+
В 2007 году AMD представила три четырёхъядерных процессора Opteron на Socket AM2+ для однопроцессорных серверов. Эти процессоры производились по 65 нм техпроцессу и аналогичны процессорам Agena (Phenom). Четырёхъядерные процессоры Opteron на этом сокете носили кодовое название Budapest. Модели имеют номера 1352 (2,10 ГГЦ), 1354 (2,20 ГГц) и 1356 (2,30).

### Socket AM3
В 2009 году AMD еще три четырехъядерных процессора Opteron, но для Socket AM3. Эти процессоры производились про 45 нм техпроцессу и были аналогичны процессорам Deneb (Phenom II). Четырёхъядерные Opteron под Socket AM3 имеют кодовое название Suzuka. Модели имеют номера 1381 (2,50 ГГц), 1385 (2,70 ГГц) и 1389 (2,90 ГГц).

### Socket AM3+
Socket AM3+ был представлен в 2011 году и является модификацией Socket AM3 для микроархитектуру Bulldozer (микроархитектура). Процессоры Opteron 3xxx также выпускались на этом сокете.

### 1207-контактныйSocket F
Socket F (LGA) - это второе поколение сокетов Opteron. Этот сокет поддерживает процессоры с кодовыми названиями Santa Rosa, Barcelona, Shanghai и Istanbul. Socket F имеет поддержку DDR2 SDRAM с улучшенной шиной HyperTransport 3.0.

### 1944-контактныйSocket G34
В марте 2010 года компания AMD выпустила первые в мире 12-ядерные серверные процессоры Opteron 6100 архитектуры x86, под 1944-контактный Socket G34. В настоящее время существуют 16-ядерные версии процессоров Opteron и по этому показателю процессоры AMD превосходят аналогичные серверные версии процессоров Intel. Socket G34 - это третье поколение сокетов Opteron.

### Второй 1207-контактныйSocket C32
Socket C32 - второй член третьего поколения сокетов Opteron. Этот сокет физически похож на Socket F, но не совместим с процессорами того сокета. Socket C32 использует DDR3 SDRAM и имеет другой ключ, чтобы предотвратить установку процессоров Socket F, которые могут использовать DDR2 SDRAM.

## Модели
Все чипы Opteron 130 и 90 нм имеют трёхзначный номер модели, в виде «Opteron xyy». Первая цифра (x) показывает максимальное количество процессоров в системе:
- 1 — Предназначен для использования в однопроцессорных системах
- 2 — Предназначен для использования в двухпроцессорных системах
- 8 — Предназначен для использования в многопроцессорных системах (4-х или 8-ми процессорные системы)

Последние два значения в номере модели (yy) указывают на скорость процессора. Значения yy более 60 применяются в двухъядерных моделях.
Чипы Opteron после 90 нм имеют четырёхзначный номер модели, в виде «Opteron xzyy».
x обозначает принадлежность к серии:
- 1 — Предназначен для использования в однопроцессорных системах
- 2 — Предназначен для использования в двухпроцессорных системах
- 8 — Предназначен для использования в многопроцессорных системах (4-х или 8-ми процессорные системы)

Последние два значения в номере модели (yy) указывают на скорость процессора.
| Список микропроцессоров Opteron | Список микропроцессоров Opteron          | Список микропроцессоров Opteron | Список микропроцессоров Opteron              | Список микропроцессоров Opteron |
| Логотип                         | Сервер                                   | Сервер                          | Сервер                                       | Сервер                          |
| Логотип                         | Кодовое имя                              | Тех. процесс                    | Дата релиза                                  | Количество ядер                 |
| ------------------------------- | ---------------------------------------- | ------------------------------- | -------------------------------------------- | ------------------------------- |
| Логотип AMD Opteron в 2003      | SledgeHammer Venus Troy Athens           | 130 нм 90 нм                    | Апрель 2003 Декабрь 2004                     | 1                               |
| Логотип AMD Opteron в 2003      | Denmark Italy Egypt Santa Ana Santa Rosa | 90 нм                           | Август 2005 Май 2005 Апрель 2005 Август 2006 | 2                               |
| Логотип AMD Opteron в 2008      | Barcelona Budapest Shanghai              | 65 нм 45 нм                     | Сентябрь 2007 Апрель 2008 Ноябрь 2008        | 4                               |
| Логотип AMD Opteron в 2008      | Istanbul                                 | 45 нм                           | Июнь 2009                                    | 6                               |
| Логотип AMD Opteron в 2008      | Lisbon                                   | 45 нм                           | Июнь 2010                                    | 4,6                             |
| Логотип AMD Opteron в 2008      | Magny-Cours                              | 45 нм                           | Март 2010                                    | 8,12                            |
| Логотип AMD Opteron в 2011      | Valencia                                 | 32 нм                           | Ноябрь 2011                                  | 4,6,8                           |
| Логотип AMD Opteron в 2011      | Interlagos                               | 32 нм                           | Ноябрь 2011                                  | 4,8,12,16                       |
| Логотип AMD Opteron в 2011      | Zurich                                   | 32 нм                           | Март 2012                                    | 4, 8                            |
| Логотип AMD Opteron в 2011      | Abu Dhabi                                | 32 нм                           | Ноябрь 2012                                  | 4,8,12,16                       |
| Логотип AMD Opteron в 2011      | Delhi                                    | 32 нм                           | Декабрь 2012                                 | 4, 8                            |
| Логотип AMD Opteron в 2011      | Seoul                                    | 32 нм                           | Декабрь 2012                                 | 4, 6, 8                         |
| Логотип AMD Opteron в 2011      | Kyoto                                    | 28 нм                           | Май 2013                                     | 2, 4                            |
| Логотип AMD Opteron в 2011      | Seattle                                  | 28 нм                           | Январь 2016                                  | 4, 8                            |
| Логотип AMD Opteron в 2011      | Toronto                                  | 28 нм                           | Июнь 2017                                    | 2, 4                            |
| Логотип AMD Opteron в 2011      | Список микропроцессоров AMD Opteron      |                                 |                                              |                                 |

### Opteron (130нмSOI)
Одноядерный — SledgeHammer (1yy, 2yy, 8yy)
- степпинги процессоров: B3, C0, CG
- Кэш первого уровня: 64 + 64 КБ (данные + инструкции)
- Кэш второго уровня: 1024 КБ, работающий на скорости ядра
- Поддержка MMX, Extended 3DNow!, SSE, SSE2, AMD64
- Разъём: Socket 940, 800 МГц HyperTransport
- НЕ требуется использования регистровой DDR SDRAM, поддерживается память с ECC
- Напряжение ядра: 1,50 — 1,55 В
- Тактовые частоты: 1400—2400 МГц (x40 — x50)
- Впервые представлен: 22 апреля 2003 года

### Opteron (90 нмSOI,DDR)
Одноядерный — Venus (1yy), Troy (2yy), Athens (8yy)
- Степпинг процессоров: E4
- Кэш первого уровня: 64 + 64 КБ (данные + инструкции)
- Кэш второго уровня: 1024 КБ, работающий на скорости ядра
- MMX, Extended 3DNow!, SSE, SSE2, SSE3, AMD64
- Разъем: Socket 939/Socket 940, 1000 МГц HyperTransport
- Требует использования регистровой DDR SDRAM для варианта Socket 940, поддерживается память с ECC
- Напряжение ядра: 1,35 — 1,4 В
- Поддержка технологии NX Bit
- Оптимизированное управление питанием (OPM)
- Тактовые частоты: 1600 — 3000 МГц (x42 — x56)
- Впервые представлен: Декабрь 2004

Двухъядерный — Denmark (1yy).
- степпинги процессоров: E1, E6
- Кэш первого уровня (L1): 64 КБ + 64 КБ (данные + инструкции).
- Кэш второго уровня (L2): 2048 КБ.
- MMX, Extended 3DNow!, SSE, SSE2, SSE3, AMD64, OPM, NX Bit.
- Разъём: Socket 939.
- Напряжение ядра: 1,10 В — 1,35 В, мощность: 110 Вт (TDP), технология: 90 нм (SOI).
- Тактовые частоты: 1,8 ГГц — 2,6 ГГц
- Впервые представлен: Апрель 2005
- Модели: 165: 1,8 ГГц, 170: 2 ГГц, 175: 2,2 ГГц, 180: 2,4 ГГц, 185: 2,6 ГГц.

Двухъядерный — Italy (2yy).
- степпинги процессоров: E1, E6
- Кэш первого уровня (L1): 64 КБ + 64 КБ (данные + инструкции).
- Кэш второго уровня (L2): 2048 КБ.
- MMX, Extended 3DNow!, SSE, SSE2, SSE3, AMD64, OPM, NX Bit.
- Разъём: Socket 940.
- Напряжение ядра: ? — 1,35 В, мощность: 55 Вт — 95 Вт (TDP), технология: 90 нм (SOI).
- Тактовые частоты: 1,6 ГГц — 2,8 ГГц
- Впервые представлен: Апрель 2005
- Модель HE (TDP: 55 Вт): 260: 1,6 ГГц, 265: 1,8 ГГц, 270: 2,0 ГГц, 275: 2,2 ГГц.
- Модель Standard (TDP: 95 Вт): 260: 1,6 ГГц, 265: 1,8 ГГц, 270: 2,0 ГГц, 275: 2,2 ГГц, 280: 2,4 ГГц, 285: 2,6 ГГц, 290: 2,8 ГГц.

Двухъядерный — Egypt (8yy).
- степпинги процессоров: E1, E6
- Кэш первого уровня (L1): 64 КБ + 64 КБ (данные + инструкции).
- Кэш второго уровня (L2): 2048 КБ.
- MMX, Extended 3DNow!, SSE, SSE2, SSE3, AMD64, OPM, NX Bit.
- Разъём: Socket 940.
- Напряжение ядра: ? — 1,35 В, мощность: 55 Вт — 95 Вт (TDP), технология: 90 нм (SOI).
- Тактовые частоты: 1,6 ГГц — 2,8 ГГц
- Впервые представлен: Апрель 2005
- Модель HE (TDP: 55 Вт): 860: 1,6 ГГц, 865: 1,8 ГГц, 870: 2,0 ГГц, 875: 2,2 ГГц.
- Модель Standard (TDP: 95 Вт): 860: 1,6 ГГц, 865: 1,8 ГГц, 870: 2,0 ГГц, 875: 2,2 ГГц, 880: 2,4 ГГц, 885: 2,6 ГГц, 890: 2,8 ГГц.

### Opteron (90 нмSOI,DDR2)
Двухъядерный — Santa Ana (1000 Series).
- степпинги процессоров: F2, F3
- Кэш первого уровня (L1): 64 КБ + 64 КБ (данные + инструкции).
- Кэш второго уровня (L2): 2048 КБ.
- MMX, Extended 3DNow!, SSE, SSE2, SSE3, AMD64, Cool’n’Quiet, NX Bit, AMD Virtualization.
- Разъём: Socket AM2.
- Напряжение ядра: 1,3 — 1,4 В, мощность: 103 Вт — 125 Вт (TDP), технология: 90 нм (SOI).
- Тактовые частоты: 1,8 ГГц — 3,0 ГГц
- Впервые представлен: ?????? 2006
- Модель Standard (TDP: 103 Вт): 1210: 1,8 ГГц, 1212: 2,0 ГГц, 1214: 2,2 ГГц, 1216: 2,4 ГГц, 1218: 2,6 ГГц, 1220: 2,8 ГГц, 1222: 3,0 ГГц.
- Модель HE (TDP: 68 Вт): 1210HE: 1,8 ГГц, 1212HE: 2,0 ГГц, 1214HE: 2,2 ГГц, 1216HE: 2,4 ГГц, 1218HE: 2,6 ГГц.
- Модель SE (TDP: 125 Вт): 1220SE: 2,8 ГГц, 1222SE: 3,0 ГГц.

Двухъядерный — Santa Roza (2000 Series).
- степпинги процессоров: F2, F3
- Кэш первого уровня (L1): 64 КБ + 64 КБ (данные + инструкции).
- Кэш второго уровня (L2): 2048 КБ.
- MMX, Extended 3DNow!, SSE, SSE2, SSE3, AMD64, Cool’n’Quiet, NX Bit, AMD Virtualization.
- Разъём: Socket F.
- Напряжение ядра: 1,2 — 1,375 В, мощность: 68 Вт — 120 Вт (TDP), технология: 90 нм (SOI).
- Тактовые частоты: 1,8 ГГц — 2,8 ГГц
- Впервые представлен: ?????? 2006
- Модель Standard (TDP: 95 Вт): 2210: 1,8 ГГц, 2212: 2,0 ГГц, 2214: 2,2 ГГц, 2216: 2,4 ГГц, 2218: 2,6 ГГц, 2220: 2,8 ГГц, 2222: 3,0 ГГц.
- Модель HE (TDP: 68 Вт): 2210HE: 1,8 ГГц, 2212HE: 2,0 ГГц, 2214HE: 2,2 ГГц, 2216HE: 2,4 ГГц, 2218HE: 2,6 ГГц.
- Модель SE (TDP: 120 Вт): 2220SE: 2,8 ГГц, 2222SE: 3,0 ГГц, 2224SE: 3,2 ГГц.

Двухъядерный — Santa Roza (8000 Series).
- степпинги процессоров: F2, F3
- Кэш первого уровня (L1): 64 КБ + 64 КБ (данные + инструкции).
- Кэш второго уровня (L2): 2048 КБ.
- MMX, Extended 3DNow!, SSE, SSE2, SSE3, AMD64, Cool’n’Quiet, NX Bit, AMD Virtualization.
- Разъём: Socket F.
- Напряжение ядра: 1,2 — 1,375 В, мощность: 68 Вт — 120 Вт (TDP), технология: 90 нм (SOI).
- Тактовые частоты: 2,0 ГГц — 3,2 ГГц
- Впервые представлен: ?????? 2006
- Модель Standard (TDP: 95 Вт): 8212: 2,0 ГГц, 8214: 2,2 ГГц, 8216: 2,4 ГГц, 8218: 2,6 ГГц, 8220: 2,8 ГГц, 8222: 3,0 ГГц.
- Модель HE (TDP 68 Вт): 8212HE: 2,0 ГГц, 8214HE: 2,2 ГГц, 8216HE: 2,4 ГГц, 8218HE: 2,6 ГГц.
- Модель SE (TDP: 120 Вт): 8220SE: 2,8 ГГц, 8222SE: 3,0 ГГц, 8224SE: 3,2 ГГц.

### Opteron (65 нмSOI)
Четырёхъядерный — Barcelona (AMD) (1000 Series).
- Степпинги процессоров: BA, B3
- Кэш первого уровня (L1): 64 КБ + 64 КБ (данные + инструкции).
- Кэш второго уровня (L2): 512 КБ.
- Кэш третьего уровня (L3): 2048 КБ.
- MMX, Extended 3DNow!, SSE, SSE2, SSE3, AMD64, Cool’n’Quiet 2.0, NX Bit, AMD Virtualization.
- Разъём: AM2+.
- Напряжение ядра: 1,2 — 1,375 В, мощность: 75 ВТ (ACP), технология: 65 нм (SOI).
- Тактовые частоты: 2,1 ГГц — 2,3 ГГц
- Впервые представлен: 10 сентября 2007 года
- Модель Standard (ACP: 75 Вт): 1356 2.3Ггц, 1354 2.2Ггц, 1352 2.1Ггц.

Четырёхъядерный — Barcelona (AMD) (2000 Series).
- степпинги процессоров: BA, B3
- Кэш первого уровня (L1): 64 КБ + 64 КБ (данные + инструкции).
- Кэш второго уровня (L2): 512 КБ.
- Кэш третьего уровня (L3): 2048 КБ.
- MMX, Extended 3DNow!, SSE, SSE2, SSE3, AMD64, Cool’n’Quiet 2.0, NX Bit, AMD Virtualization.
- Разъём: Socket F.
- Напряжение ядра: 1,2 — 1,375 В, мощность: 68 Вт — 120 Вт (TDP), 55 Вт — 95 ВТ (ACP), технология: 65 нм (SOI).
- Тактовые частоты: 1,7 ГГц — 2,5 ГГц
- Впервые представлен: 10 сентября 2007 года
- Модель Standard (ACP: 75 Вт): 2356 2.3Ггц, 2354 2.2Ггц, 2352 2.1Ггц, 2350 2.0Ггц, 2347: 1.9 ГГц.
- Модель HE (ACP: 55 Вт): 2347HE: 1,6 ГГц, 2346HE: 1,9 ГГц, 2344HE: 1,7 ГГц.
- Модель SE (ACP: 95 Вт): 2360SE: 2,5 ГГц, 2358SE: 2,4 ГГц.

Четырёхъядерный — Barcelona (AMD) (8000 Series).
- степпинги процессоров: BA, B3
- Кэш первого уровня (L1): 64 КБ + 64 КБ (данные + инструкции).
- Кэш второго уровня (L2): 512 КБ.
- Кэш третьего уровня (L3): 2048 КБ.
- MMX, Extended 3DNow!, SSE, SSE2, SSE3, AMD64, Cool’n’Quiet 2.0, NX Bit, AMD Virtualization.
- Разъём: Socket F.
- Напряжение ядра: 1,2 — 1,375 В, мощность: 68 Вт — 120 Вт (TDP), 55 Вт — 95 ВТ (ACP), технология: 65 нм (SOI).
- Тактовые частоты: 1,8 ГГц — 2,5 ГГц
- Впервые представлен: 10 сентября 2007 года
- Модель Standard (ACP: 75 Вт): 8356 2.3Ггц, 8354 2.2Ггц, 8350 2.0Ггц, 8347: 1.9 ГГц.
- Модель HE (ACP: 55 Вт): 8347HE: 1,6 ГГц, 8346HE: 1,9 ГГц.
- Модель SE (ACP: 95 Вт): 8360SE: 2,5 ГГц, 8358SE: 2,4 ГГц.

### Opteron (45 нмSOI)
Четырёхъядерный — Shanghai (AMD) (2000 Series).
- Степпинг процессоров: C2
- Кэш первого уровня (L1): 64 КБ + 64 КБ (данные + инструкции).
- Кэш второго уровня (L2): 512 КБ.
- Кэш третьего уровня (L3): 6 МБ.
- MMX, Extended 3DNow!, SSE, SSE2, SSE3, AMD64, Cool’n’Quiet 2.0, NX Bit, AMD Virtualization.
- Разъём: Socket F.
- Напряжение ядра: 1,2 — 1,375 В, мощность: 68 Вт — 120 Вт (TDP), 55 Вт — 105 ВТ (ACP), технология: 45 нм (SOI).
- Тактовые частоты: 2,3 ГГц — 2,7 ГГц
- Впервые представлен: 15 ноября 2008 года
- Модель Standard (ACP: 75 Вт):2384 2.7Ггц,2382 2.6Ггц, 2380 2.5Ггц, 2378 2.4Ггц, 2376: 2.3 ГГц.
- Модель HE (ACP: 55 Вт): no (15.11.08)
- Модель SE (ACP: 95 Вт): no (15.11.08)

Четырёхъядерный — Shanghai (AMD) (8000 Series).
- Степпинг процессоров: C2
- Кэш первого уровня (L1): 64 КБ + 64 КБ (данные + инструкции).
- Кэш второго уровня (L2): 512 КБ.
- Кэш третьего уровня (L3): 6 МБ.
- MMX, Extended 3DNow!, SSE, SSE2, SSE3, AMD64, Cool’n’Quiet 2.0, NX Bit, AMD Virtualization.
- Разъём: Socket F.
- Напряжение ядра: 1,2 — 1,375 В, мощность: 68 Вт — 120 Вт (TDP), 55 Вт — 105 ВТ (ACP), технология: 45 нм (SOI).
- Тактовые частоты: 2,5 ГГц — 2,7 ГГц.
- Впервые представлен: 15 ноября 2008 года
- Модель Standard (ACP: 75 Вт): 8384 2.7Ггц, 8382 2.6Ггц, 8380 2.5Ггц
- Модель HE (ACP: 55 Вт): no (15.11.08)
- Модель SE (ACP: 95 Вт): no (15.11.08)

Шестиядерный — Istanbul (24yy, 84yy)
- Степпинг процессоров: D0
- Кэш первого уровня (L1): 6 x 128 КБ.
- Кэш второго уровня (L2): 6 x 512 КБ.
- Кэш третьего уровня (L3): 6 МБ.
- MMX, Extended 3DNow!, SSE, SSE2, SSE3, AMD64, Cool’n’Quiet 2.0, NX Bit, AMD Virtualization.
- Разъём: Socket F.
- Напряжение ядра: 1,2 — 1,375 В, мощность: 120 Вт (TDP), технология 45 нм (SOI).
- Тактовые частоты: 2,2 ГГц — 2,8 ГГц.
- Впервые представлен: 1 июня 2009 года

Восьмиядерный — Magny-Cours MCM (6124-6140)
- Степпинг процессоров: D1
- Кэш второго уровня (L2): 8 x 512 КБ.
- Кэш третьего уровня (L3): 2 x 6 МБ.
- MMX, Extended 3DNow!, SSE, SSE2, SSE3, AMD64, Cool’n’Quiet 2.0, NX Bit, AMD Virtualization.
- Разъём: Socket G34.
- Напряжение ядра: 1,15 — 1,375 В, мощность: 110 Вт (TDP), технология 45 нм (SOI).
- Тактовые частоты: 2,0 ГГц — 2,6 ГГц.
- Впервые представлен: 29 марта 2010 года

12-ядерный — Magny-Cours MCM (6164-6180SE)
- Степпинг процессоров: D1
- Кэш второго уровня (L2): 12 x 512 КБ.
- Кэш третьего уровня (L3): 2 x 6 МБ.
- MMX, Extended 3DNow!, SSE, SSE2, SSE3, AMD64, Cool’n’Quiet 2.0, NX Bit, AMD Virtualization.
- Разъём: Socket G34.
- Напряжение ядра: 1,15 — 1,375 В, мощность 110 Вт (TDP), технология 45 нм (SOI).
- Тактовые частоты: 1,7 ГГц — 2,5 ГГц.
- Впервые представлен: 29 марта 2010 года

Четырёхъядерный — Lisbon (4122, 4130)
- Степпинг процессоров: D0
- Кэш второго уровня (L2): 4 x 512 КБ.
- Кэш третьего уровня (L3): 6 MB.
- MMX, Extended 3DNow!, SSE, SSE2, SSE3, AMD64, Cool’n’Quiet 2.0, NX Bit, AMD Virtualization.
- Разъём: Socket C32.
- Мощность 50 Вт (TDP), технология 45 нм (SOI).
- Тактовые частоты: 2,2 ГГц — 2,6 ГГц.
- Впервые представлен: 23 июня 2010 года

Шестиядерный — Lisbon (4162, 4184)
- Степпинг процессоров: D1
- Кэш второго уровня (L2): 6 x 512 КБ.
- Кэш третьего уровня (L3): 6 MB.
- MMX, Extended 3DNow!, SSE, SSE2, SSE3, AMD64, Cool’n’Quiet 2.0, NX Bit, AMD Virtualization.
- Разъём: Socket C32.
- Мощность 50 Вт (TDP), технология 45 нм (SOI).
- Тактовые частоты: 1,7 ГГц — 2,8 ГГц.
- Впервые представлен: 23 июня 2010 года

### Opteron (32 нмSOI) — Первое поколение микроархитектурыBulldozer
Четырёхъядерный — Zurich (3250-3260)
- Степпинг процессоров: B2
- Кэш второго уровня (L2): 2 x 2 МБ.
- Кэш третьего уровня (L3): 4 МБ.
- MMX, Extended 3DNow!, SSE, SSE2, SSE3, SSE4.1, SSE4.2, AES, AVX, XOP, FMA4, AMD64, Cool’n’Quiet 2.0, NX Bit, AMD Virtualization.
- Разъём: Socket AM3+.
- Напряжение ядра: 1,04 — 1,375 В, мощность: 45 Вт — 65 Вт (TDP), технология 32 нм (SOI).
- Тактовые Частоты: 2,5 ГГц — 2,7 ГГц.
- Впервые представлен: 20 марта 2012 года

Восьмиядерный — Zurich (3280)
- степпинг процессоров: B2
- Кэш второго уровня (L2): 4 x 2 МБ.
- Кэш третьего уровня (L3): 8 МБ.
- MMX, Extended 3DNow!, SSE, SSE2, SSE3, SSE4.1, SSE4.2, AES, AVX, XOP, FMA4, AMD64, Cool’n’Quiet 2.0, NX Bit, AMD Virtualization.
- Разъём: Socket AM3+.
- Напряжение ядра: 1,04 — 1,375 В, мощность: 45 Вт — 65 Вт (TDP), технология 32 нм (SOI).
- Тактовые Частоты: 2,4 ГГц.
- Впервые представлен: 20 марта 2012 года

Шестиядерный — Valencia (4226 HE-4238)
- степпинг процессоров: B2
- Кэш второго уровня (L2): 6 МБ.
- Кэш третьего уровня (L3): 8 МБ.
- MMX, Extended 3DNow!, SSE, SSE2, SSE3, SSE4.1, SSE4.2, AES, AVX, XOP, FMA4, AMD64, Cool’n’Quiet 2.0, NX Bit, AMD Virtualization.
- Разъём: Socket C32.
- Напряжение ядра: 1,04 — 1,375 В, мощность: 35 Вт — 95 Вт (TDP)[4], технология 32 нм (SOI).
- Тактовые Частоты: 2,7 ГГц — 3,3 ГГц.
- Впервые представлен: 14 ноября 2011 года

Четырёхъядерный — Interlagos MCM (6204)
- степпинг процессоров: B2
- Кэш первого уровня (L1): 4 x 16 КБ, 4 x 64 КБ (данные + инструкции).
- Кэш второго уровня (L2): 2 x 2 МБ.
- Кэш третьего уровня (L3): 2 x 8 МБ.
- MMX, Extended 3DNow!, SSE, SSE2, SSE3, SSE4.1, SSE4.2, AES, AVX, XOP, FMA4, AMD64, Cool’n’Quiet 2.0, NX Bit, AMD Virtualization.
- Разъём: Socket G34.
- Напряжение ядра: 1,02 — 1,375 В, мощность: 115 Вт (TDP) технология 32 нм (SOI).
- Тактовые Частоты: 3,3 ГГц.
- Впервые представлен: 14 ноября 2011 года

Восьмиядерный — Interlagos (6212-6220)
- степпинг процессоров: B2
- Кэш первого уровня (L1): 8 x 16 КБ, 8 x 64 КБ (данные + инструкции).
- Кэш второго уровня (L2): 2 x 4 МБ.
- Кэш третьего уровня (L3): 2 x 8 МБ.
- MMX, Extended 3DNow!, SSE, SSE2, SSE3, SSE4.1, SSE4.2, AES, AVX, XOP, FMA4, AMD64, Cool’n’Quiet 2.0, NX Bit, AMD Virtualization.
- Разъём: Socket G34
- Напряжение ядра: 1,02 — 1,375 В, мощность: 115 Вт (TDP), технология 32 нм (SOI).
- Тактовые Частоты: 2,6 ГГц — 3,0 ГГц.
- Впервые представлен: 14 ноября 2011 года

12-ядерный — Interlagos (6234-6238)
- степпинг процессоров: B2
- Кэш первого уровня (L1): 12 x 16 КБ, 12 x 64 КБ (данные + инструкции).
- Кэш второго уровня (L2): 2 x 6 МБ.
- Кэш третьего уровня (L3): 2 x 8 МБ.
- MMX, Extended 3DNow!, SSE, SSE2, SSE3, SSE4.1, SSE4.2, AES, AVX, XOP, FMA4, AMD64, Cool’n’Quiet 2.0, NX Bit, AMD Virtualization.
- Разъём: Socket G34.
- Напряжение ядра: 1,02 — 1,375 В, мощность: 115 Вт — 140 Вт (TDP), технология 32 нм (SOI).
- Тактовые Частоты: 2,4 ГГц — 2,7 ГГц.
- Впервые представлен: 14 ноября 2011 года

16-ядерный — Interlagos (6262 HE-6284 SE)
- степпинг процессоров: B2
- Кэш первого уровня (L1): 16 x 16 КБ, 16 x 64 КБ (данные + инструкции).
- Кэш второго уровня (L2): 2 x 8 МБ.
- Кэш третьего уровня (L3): 2 x 8 МБ.
- MMX, Extended 3DNow!, SSE, SSE2, SSE3, SSE4.1, SSE4.2, AES, AVX, XOP, FMA4, AMD64, Cool’n’Quiet 2.0, NX Bit, AMD Virtualization.
- Разъём: Socket G34.
- Напряжение ядра: 1,02 — 1,375 В, мощность: 115 Вт (TDP), технология 32 нм (SOI).
- Тактовые Частоты: 1,6 ГГц — 2,6 ГГц.
- Впервые представлен: 14 ноября 2011 года

### Opteron (32 нмSOI) — МикроархитектураPiledriver
Четырёхъядерный — Delhi (3320 EE, 3350 HE)
- Степпинг процессоров: C0
- Кэш второго уровня (L2): 4 x 2 МБ.
- Кэш третьего уровня (L3): 8 МБ.
- MMX, Extended 3DNow!, SSE, SSE2, SSE3, SSE4.1, SSE4.2, AES, AVX, XOP, FMA4, AMD64, Cool’n’Quiet 2.0, NX Bit, AMD Virtualization.
- Разъём: Socket AM3+.
- Напряжение ядра: 1,260 — 1,375 В, мощность: 25 — 45 Вт (TDP), технология 32 нм (SOI).
- Тактовые частоты: 1,9 ГГЦ — 2,8 ГГц.
- Впервые представлен: 4 декабря 2012 года

Восьмиядерный — Delhi (3380)
- степпинг процессоров: C0
- Кэш второго уровня (L2): 4 x 2 МБ.
- Кэш третьего уровня (L3): 8 МБ.
- MMX, Extended 3DNow!, SSE, SSE2, SSE3, SSE4.1, SSE4.2, AES, AVX, XOP, FMA4, AMD64, Cool’n’Quiet 2.0, NX Bit, AMD Virtualization.
- Разъём: Socket AM3+.
- Напряжение ядра: 1,260 — 1,375 В, мощность: 65 Вт (TDP), технология 32 нм (SOI).
- Тактовые частоты: 2,6 ГГц.
- Впервые представлен: 4 декабря 2012 года

Четырёхъядерный — Seoul (4310 EE)
- степпинг процессоров: C0
- Кэш второго уровня (L2): 2 x 2 МБ.
- Кэш третьего уровня (L3): 8 МБ.
- MMX, Extended 3DNow!, SSE, SSE2, SSE3, SSE4.1, SSE4.2, AES, AVX, XOP, FMA4, AMD64, Cool’n’Quiet 2.0, NX Bit, AMD Virtualization.
- Разъём: Socket C32.
- Напряжение ядра: ? В, мощность: 35 Вт (TDP), технология 32 нм (SOI).
- Тактовые частоты: 2,2 ГГц.
- Впервые представлен: 4 декабря 2012 года

Шестиядерный — Seoul (4332 HE-4340)
- степпинг процессоров: C0
- Кэш второго уровня (L2): 3 x 2 МБ.
- Кэш третьего уровня (L3): 8 МБ.
- MMX, Extended 3DNow!, SSE, SSE2, SSE3, SSE4.1, SSE4.2, AES, AVX, XOP, FMA4, AMD64, Cool’n’Quiet 2.0, NX Bit, AMD Virtualization.
- Разъём: Socket C32.
- Напряжение ядра: ? В, мощность: 65 — 95 Вт (TDP), технология 32 нм (SOI).
- Тактовые частоты: 3,0 ГГц — 3,5 ГГц.
- Впервые представлен: 4 декабря 2012 года

Восьмиядерный — Seoul (4376 HE-4386)
- степпинг процессоров: C0
- Кэш второго уровня (L2): 4 x 2 МБ.
- Кэш третьего уровня (L3): 8 МБ.
- MMX, Extended 3DNow!, SSE, SSE2, SSE3, SSE4.1, SSE4.2, AES, AVX, XOP, FMA4, AMD64, Cool’n’Quiet 2.0, NX Bit, AMD Virtualization.
- Разъём: Socket C32.
- Напряжение ядра: ? В, мощность: 65 — 95 Вт (TDP), технология 32 нм (SOI).
- Тактовые частоты: 2,6 ГГц — 3,1 ГГц.
- Впервые представлен: 4 декабря 2012 года

Четырёхъядерный — Abu Dhabi MCM (6308)
- степпинг процессоров: C0
- Кэш второго уровня (L2): 2 МБ на ядро (4 МБ всего).
- Кэш третьего уровня (L3): 2 x 8 МБ.
- MMX, Extended 3DNow!, SSE, SSE2, SSE3, SSE4.1, SSE4.2, AES, AVX, XOP, FMA4, AMD64, Cool’n’Quiet 2.0, NX Bit, AMD Virtualization.
- Разъём: Socket G34
- Напряжение ядра: ? В, мощность: 85 — 115 Вт (TDP), технология 32 нм (SOI).
- Тактовые частоты: 3,5 ГГц.
- Впервые представлен: 5 ноября 2012 года

Восьмиядерный — Abu Dhabi MCM (6320, 6328)
- степпинг процессоров: C0
- Кэш второго уровня (L2): 2 x 2 МБ на ядро (8 МБ всего)
- Кэш третьего уровня (L3): 2 x 8 МБ.
- MMX, Extended 3DNow!, SSE, SSE2, SSE3, SSE4.1, SSE4.2, AES, AVX, XOP, FMA4, AMD64, Cool’n’Quiet 2.0, NX Bit, AMD Virtualization.
- Разъём: Socket G34
- Напряжение ядра: ? В, мощность: 85 — 115 Вт (TDP), технология 32 нм (SOI).
- Тактовые частоты: 2,8 ГГц — 3,2 ГГц.
- Впервые представлен: 5 ноября 2012 года

12-ядерный — Abu Dhabi MCM (6344, 6348)
- степпинг процессоров: C0
- Кэш второго уровня (L2): 3 x 2 МБ на ядро (12 МБ всего)
- Кэш третьего уровня (L3): 2 x 8 МБ.
- MMX, Extended 3DNow!, SSE, SSE2, SSE3, SSE4.1, SSE4.2, AES, AVX, XOP, FMA4, AMD64, Cool’n’Quiet 2.0, NX Bit, AMD Virtualization.
- Разъём: Socket G34
- Напряжение ядра: ? В, мощность: 85 — 115 Вт (TDP), технология 32 нм (SOI).
- Тактовые частоты: 2,6 ГГц — 3,2 ГГц.

16-ядерный — Abu Dhabi MCM (6366 HE)
- степпинг процессоров: C0
- Кэш второго уровня (L2): 4 x 2 МБ на ядро (16 МБ всего).
- Кэш третьего уровня (L3): 2 x 8 МБ.
- MMX, Extended 3DNow!, SSE, SSE2, SSE3, SSE4.1, SSE4.2, AES, AVX, XOP, FMA4, AMD64, Cool’n’Quiet 2.0, NX Bit, AMD Virtualization.
- Разъём: Socket G34
- Напряжение ядра: ? В, мощность: 85 — 115 Вт (TDP), технология 32 нм (SOI).
- Тактовые частоты: 1,8 ГГц — 3,1 ГГц.
- Впервые представлен: 5 ноября 2012 года

### Opteron X (28 нм Bulk) — МикроархитектураJaguar
Четырёхъядерный — Kyoto (X1150)
- Кэш второго уровня (L2): 2 МБ.
- Разъём: Socket FT3.
- Напряжение ядра: ? В, мощность: 9 — 17 Вт (TDP), технология 28 нм (Bulk).
- Тактовые частоты: 1,0 ГГц – 2,0 ГГц.
- Впервые представлен: 29 мая 2013 года

Четырёхъядерный APU — Kyoto (X2150)
- Кэш второго уровня (L2): 2 МБ.
- Разъём: Socket FT3.
- Напряжение ядра: ? В, мощность: 11 — 22 Вт (TDP), технология 28 нм (Bulk).
- Тактовые частоты: 1,1 ГГц – 1,9 ГГц.
- Впервые представлен: 29 мая 2013 года

### Opteron A (28 нм) — МикроархитектураARM(ARM Cortex-A57)
Seattle
- Количество ядер: 4–8
- Кэш второго уровня (L2): 2 МБ (4 ядра) или 4 МБ (8 ядер).
- Кэш третьего уровня (L3): 8 МБ.
- Напряжение ядра: ? В, мощность: 25 — 32 Вт (TDP), технология 28 нм.
- Тактовые частоты: 1,7 ГГц – 2,0 ГГц.
- Впервые представлен: Январь 2016

### Opteron X (28 нм Bulk) — МикроархитектураEscavator
Двухъядерный — Toronto (X3216)
- Кэш второго уровня (L2): 1 МБ.
- Напряжение ядра: ? В, мощность: 12 — 15 Вт (TDP), технология 28 нм (Bulk)
- Тактовые частоты: 1,6 ГГц – 3,0 ГГц.
- Впервые представлен: Июнь 2017 года

Четырёхъядерный — Toronto (X3418, X3421)
- Кэш второго уровня (L2): 2 x 1 МБ.
- Напряжение ядра: ? В, мощность: 12 — 35 Вт (TDP), технология 28 нм (Bulk)
- Тактовые частоты: 1,8 ГГц – 2,1 ГГц.
- Впервые представлен: Июнь 2017 года